# Ночі і дні (фільм, 1975)
«Ночі і дні» (пол. Noce i dnie) — польська кінодрама 1975 року режисера Єжи Антчака, адаптація однойменного роману Марії Домбровської (1931—1934). Це сага, що зображає долю двох поколінь сім'ї Нєхциця на рубежі XIX-го та XX-го століть. Крім кінематографічної версії, у 1977 році з'явився телевізійний серіал з однойменною назвою.

## Сюжет
Фільм починається в серпні 1914 року, коли мешканці міста втікають зі зруйнованого міста під час наступу німців у ході Першої світової війни. Серед них Барбара Нєхциць, яку старий знайомий єврей Шимшель везе до сусідньої Борувни, маєтку Юзефа Толібоського. Ця подорож є приводом для Барбари згадати минуле.

## Ролі виконують
- Ядвіга Баранська — Барбара Нєхциць з дому Остженська
- Єжи Бінчицький — Богуміл Нєхциць, чоловік Барбари
- Барбара Людвіжанка — Ядвіга Остженська, мати Барбари
- Єжи Камас — Данієль Остженський, найстарший брат Барбари
- Яніна Трачиківна — Михайлина Остженська
- Ельжбета Старостецька — Тереза Коцелло, уроджена Остженська, сестра Барбари

## Нагороди
- 1975 Нагорода Фестивалю польських фільмів у Гданську:
  - приз «Золоті леви» режисерові — Єжи Антчак
- 1976 Нагорода Берлінського міжнародного кінофестивалю:
  - приз «Срібний ведмідь» за найкращу жіночу роль — Ядвіга Баранська
- 2015 Нагорода Фестивалю польських фільмів у Гдині:
  - приз «Золоті леви»[pl] за найкращу жіночу роль — Ядвіга Баранська
  - приз «Золоті леви»[pl] за найкращу чоловічу роль — Єжи Антчак